# Grant Roa
Grant Roa, född 2 juni 1974 i Lower Hutt, Wellington, är en nyzeeländsk skådespelare och regissör.
Roa har spelat in reklamfilmer och haft mindre filmroller. År 2003 nominerades han till Best Supporting Actor vid New Zealand Film Awards för sin roll i filmen Whale Rider (2002).
Han var biträdande regissör för dokumentärfilmen Shihad: Beautiful Machine om rockbandet Shihad som nominerades till Sorta Unofficial New Zealand Film Awards år 2012 som bästa dokumentär.